# شهرستان یووالد (تگزاس)
شهرستان یووالد، تگزاس (به انگلیسی: Uvalde County, Texas) یک سکونتگاه مسکونی در ایالات متحده آمریکا است که در تگزاس واقع شده‌است.

## خصوصیات
شهرستان یووالد ۴٬۰۳۷٫۸۱ کیلومترمربع مساحت دارد.